# Harvey Bartlett Gaul
Harvey Bartlett Gaul (* 11. April 1881 in New York City; † 1. Dezember 1945 in Pittsburgh/Pennsylvania) war ein US-amerikanischer Komponist und Organist.
Gaul begann seine musikalische Ausbildung bei George LeJeune und Dudley Buck und setzte sie in Großbritannien bei Alfred R. Gaul
und Philip Ames und in Frankreich bei Alexandre Guilmant, Charles-Marie Widor und Vincent d’Indy fort.
Von 1899 bis 1901 war Gaul zweiter Organist an der St. John's Chapel in New York, von 1901 bis 1909 Organist und Chorleiter an der
Emmanuel Church in Cleveland. In dieser Zeit arbeitete er auch als Musikkritiker für die Cleveland News.
1910 erhielt er die Stelle eines Organisten und Chordirektors an der Calvary Episcopal Church in Pittsburgh, die er bis zu seinem Tode
innehatte. Er wirkte hier auch als Autor und Musikkritiker der Pittsburgh Post-Gazette und Dirigent des Pittsburgh Civic String Orchestra und der Savoyard Opera Company. Außerdem unterrichtete er Musik an der University of Pittsburgh und am Carnegie Institute of Technology.
1920 wurde er Musikdirektor der neu gegründeten Rundfunkstation KDKA, im Folgejahr Mitarbeiter der Zeitschrift The Musical Forecast. In seiner Zeit in Pittsburgh sammelte er Anekdoten und Berichte über den in der Stadt aufgewachsenen Songwriter Stephen Foster, die Fletcher Hodges nach seinem Tod im Western Pennsylvania Historical Magazine unter dem Titel The Minstrel of the Alleghenies veröffentlichte.
Gaul war ein überaus produktiver Komponist. Von seinen mehr als 500 Werken ist neben einigen kirchenmusikalischen Werken (insbesondere
Chanson du Matin und Chanson du Soir, 1906; Lenten Meditation, 1909; Christmas Pipes of County Clare, 1926; Ancient Hebrew Prayer of Thanksgiving, 1935; Moravian Morning Star, 1941; Easter Procession of the Moravian Brethren, 1945) vor allem seine Kantate I Hear America Singing nach Texten von Walt Whitman bekannt geblieben, die er in verschiedenen Chorbesetzungen
veröffentlichte. Zu seinem Gedächtnis wurde die Harvey Gaul Composition Competition initiiert, deren Trägerschaft 1960 das
Carnegie Institute of Technology und 1980 das Pittsburgh New Music Ensemble übernahm.

## Werke
- Two Chansons für Orgel, 1906
- Festival March in F major für Orgel, 1906
- Chant Triomphale für Orgel, 1907
- Eventide in D-flat major für Orgel, 1908
- Legend in B major für Orgel, 1908
- Vorspiel für Orgel, 1908
- Fughetta für Orgel, 1909
- Lenten Meditation für Orgel, 1909
- Sketch in D-flat major (Melodie Mignonne) für Orgel, 1909
- Sketch in f minor (Chanson Triste) für Orgel, 1909
- Noël Normandie für Orgel, 1912
- Yasnaya Polyana für Orgel, 1914
- April für Orgel, 1916
- La Bume (The Mist) für Orgel, 1916
- From the Southland für Orgel, 1916
- Wind and the Grass für Orgel, 1918
- Chant for the Dead Heroes für Orgel, 1919
- Postludium Circulaire für Orgel, 1921
- Daguerrotype of an Old Mother für Orgel, 1923
- Little Bells of Our Lady and Vesper Processional für Orgel, 1924
- I hear America singing, Kantate, 1925
- At the Foot of the Fujiyama für Orgel, 1926
- Christmas Pipes of County Clare für Orgel, 1926
- Easter Morning on Mt. Rubidoux für Orgel, 1926
- Easter with the Pennsylvanian Moravians für Orgel, 1928
- Ave Maris Stella für Orgel, 1930
- All Saint with the Pennsylvania Croatians für Orgel, 1931
- Ancient Hebrew prayer of Thanksgiving für Orgel, 1935
- Ascension Fiesta für Orgel, 1936
- Dithryrambus für Orgel, 1937
- Children's Easter Festival für Orgel, 1939
- Song of Early Patriots für Orgel, 1939
- Christmas Dance of the Little Animals für Orgel, 1940
- Fantasy on Easter Kyries für Orgel, 1941
- Moravian Morning Star für Orgel, 1941
- A Negro once sang on Good Friday für Orgel, 1941
- Song for the Golden Harvest für Orgel, 1941
- March of the Wise Men, 1942
- Easter Procession of the Moravian Brethren für Orgel, 1945
- Hymne of the American Navy für Orgel, 1945
- Moravian Evening Hymn, 1946
- Alice in Wonderland, musikalisches Spiel in drei Akten
- And I don't see why they should
- Carol of Russian children
- Five Little White Heads
- Prayer for an American Sailor
- The Holy City